# Donald Suxho
Donald Suxho (* 21. Februar 1976 in Korça, Albanien) ist ein US-amerikanischer Volleyballspieler albanischer Herkunft.

## Karriere
Suxho war sportlich zunächst als Fußballer und Schwimmer aktiv. 1987 begann er seine Karriere bei seinem Heimatverein Skënderbeu Korça. Er gehörte zur Junioren-Nationalmannschaft und gewann 1996 die albanische Meisterschaft. Im gleichen Jahr ging er wegen seines Studiums in die Vereinigten Staaten. Von 1997 bis 2000 spielte er im Volleyball-Team der University of Southern California. Im Sommer 2000 nahm er als Beachvolleyballer an der AVP-Tour teil. Im Januar 2001 gab der Zuspieler sein Debüt in der US-amerikanischen Nationalmannschaft, mit der er in der Weltliga spielte. Nach einer Saison beim polnischen Verein AZS UWM Olsztyn kehrte Suxho im Sommer 2002 nochmal zur AVP-Tour zurück und trainierte eine Mädchenmannschaft in Kalifornien sowie einige Beachvolleyballer. 2003 gewann er mit der Nationalmannschaft die NORCECA-Meisterschaft. Anschließend wechselte er für zwei Jahre in die Türkei zu Erdemirspor Ereğli. 2004 nahm der Zuspieler am olympischen Turnier teil, das die USA auf dem vierten Rang beendeten. Im folgenden Jahr gelang die Titelverteidigung bei der kontinentalen Meisterschaft. Anschließend war er eine Saison für den griechischen Erstligisten Olympiakos Piräus im Einsatz. 2006 spielte Suxho mit dem US-Team bei der Weltmeisterschaft in Japan. Im März 2007 zog er sich beim italienischen Verein Gabeca Montichiari einen Teilriss der Achillessehne zu. Nachdem er in den folgenden beiden Spielzeiten bei EAP Patras in Griechenland und Arkasspor İzmir in der Türkei unter Vertrag gestanden hatte, kehrte er 2009 nach Italien zurück und spielte für Prisma Taranto. 2010/11 war Suxho in der russischen Liga bei Dinamo-Jantar Kaliningrad aktiv, bevor er von Sisley Treviso verpflichtet wurde. 2012 wechselte er zum argentinischen Verein Drean Bolívar. Er stand im Kader der USA für die Olympischen Spiele in London.